# Корсега, Мигель
Мигель Илисатурьи Гарсия Корсега (исп. Miguel Ilizaliturri García Córcega) (24 октября 1929, Мехико Мексика — 28 сентября 2008, там же) — мексиканский актёр, кинорежиссёр, мастер дубляжа и продюсер.

## Биография
Родился 24 октября 1929 года в Мехико. В мексиканском кинематографе дебютировал в 1949 году и снялся в 51 роли в кино и телесериалах, при этом 28 телесериалов он поставил в качестве кинорежиссёра, часть из которых совместно с Моникой Мигель. Он был одним из самых плодовитых кинорежиссёров телесериалов, поставив несколько культовых работ. За свою плодотворную работу в области режиссуры, он был номинирован 13 раз на премии ACE, TV Adicto Golden Awards и TVyNovelas, из которых десять оказались выигрышными — везде он был номинирован как лучший кинорежиссёр.
Скончался 28 сентября 2008 года в Мехико из-за остановки сердца и церебральной эмболии. 30 сентября он был похоронен в семейном склепе на кладбище Пантеон. Проводить в последний путь актёра, кинорежиссёра и продюсера пришли его гражданская вдова и трое детей от брака с Барбарой Хиль, а также друзья и актёры, работавшие с ним, как Никандро Диас Гонсалес, Ирма Дорантес, Рафаэль Инклан, Аурора Клавель, Сильвия Марискаль, Хесус Очоа, Ракель Панковски, Хорхе Салинас, Саморита, Луис Химено, Карла Эстрада и многие-многие другие.

## Личная жизнь
Мигель Корсега был официально женат лишь один раз, при этом был дважды в отношениях.
- Первой супругой актёра, кинорежиссёра и продюсера была актриса Барбара Хиль. У этой пары родилось трое детей: Барбара — ставшая актрисой, Мигель и Моника. В 1984 году брак закончился разводом.
- Второй гражданской супругой актёра, кинорежиссёра и продюсера стала актриса Луиса Уэртас. Он познакомился с ней после официального развода в 1984 году и влюблённые полюбили друг друга, но отказались официально пожениться и были вместе до смерти актёра, кинорежиссёра и продюсера в 2008 году.

## Фильмография

### Телесериалы
| Год       | Название телесериала                                        | Роль либо направление деятельности | Награды и премии                                                                               |
| --------- | ----------------------------------------------------------- | ---------------------------------- | ---------------------------------------------------------------------------------------------- |
| 1970      | Цена на человека                                            | Режиссёр-постановщик               |                                                                                                |
| 1971      | Учительница                                                 | Режиссёр-постановщик               |                                                                                                |
| 1985-86   | Ждём вас                                                    | Режиссёр-постановщик               | номинация на премию TVyNovelas в номинации лучшая режиссура за работу в телесериале «Ждём вас» |
| 1985-2007 | Женщина, случаи из реальной жизни                           | Режиссёр-постановщик               |                                                                                                |
| 1986      | Девчонка; Марионетка                                        | Режиссёр-постановщик               | номинация на премию TVyNovelas в номинации лучшая режиссура за работу в телесериале «Девчонка» |
| 1988      | Тихая любовь                                                | Режиссёр-постановщик               |                                                                                                |
| 1988-91   | Я не верю мужчинам                                          | Режиссёр-постановщик               |                                                                                                |
| 1989      | Моя вторая мама                                             | Режиссёр-постановщик               |                                                                                                |
| 1990      | Когда приходит любовь                                       | Режиссёр-постановщик               | премия TVyNovelas в номинации лучшая режиссура                                                 |
| 1990-91   | Ничья любовь                                                | Режиссёр-постановщик               |                                                                                                |
| 1993      | Бедные родственники; Между жизнью и смертью; Там, за мостом | Режиссёр-постановщик               |                                                                                                |
| 1995      | Алондра                                                     | Режиссёр-постановщик               | премия ACE в номинации лучшая режиссура                                                        |
| 1995-96   | Узы любви                                                   | Режиссёр-постановщик               | премия TVyNovelas в номинации лучшая режиссура                                                 |
| 1996-97   | Мне не жить без тебя                                        | Режиссёр-постановщик               | премия TVyNovelas в номинации лучшая режиссура                                                 |
| 1997      | Мария Исабель                                               | Режиссёр-постановщик               |                                                                                                |
| 1998-99   | Привилегия любить                                           | Режиссёр-постановщик               | премия TVyNovelas в номинации лучшая режиссура                                                 |
| 2000-01   | Обними меня крепче                                          | Режиссёр-постановщик               | премия TVyNovelas в номинации лучшая режиссура                                                 |
| 2000      | Моя судьба — это ты                                         | Режиссёр-постановщик               |                                                                                                |
| 2001      | Рождённый без греха                                         | Режиссёр-постановщик               |                                                                                                |
| 2002      | Между любовью и ненавистью                                  | Режиссёр-постановщик               |                                                                                                |
| 2003-04   | Ночная Мариана                                              | Режиссёр-постановщик               | номинация на премию TVyNovelas в номинации лучшая режиссура                                    |
| 2004-05   | Невинность                                                  | Режиссёр-постановщик               |                                                                                                |
| 2005      | Супруга-девственница                                        | Режиссёр-постановщик               |                                                                                                |
| 2005-06   | Перегрина                                                   | Режиссёр-постановщик               |                                                                                                |
| 2006      | Битва страстей                                              | Режиссёр-постановщик               |                                                                                                |
| 2007      | Чистая любовь                                               | Режиссёр-постановщик               | премии TVyNovelas и ACE в номинации лучшая режиссура                                           |
| 2008      | Огонь в крови (последняя режиссёрская работа)               | Режиссёр-постановщик               | премия TV Adicto Golden Awards в номинации лучшая режиссура                                    |

### Фильмы
| Год  | Название фильма | Роль               |
| ---- | --------------- | ------------------ |
| 1949 | Дама Вуали      | Виктор Гомес Пенья |

## Дубляж
Зарубежные актёры, говорившие голосом  Мигеля Корсеги.
- Дана Андревс
- Ален Делон
- Гене Келли
- Гари Купер
- Фернандо Рэй